# Udavské
Udavské est un village de Slovaquie situé dans la région de Prešov.

## Histoire
Première mention écrite du village en 1451.

## Démographie

### Évolution de la population
| Année:               | 1994. | 2004.   | 2014.   | 2024.   |
| -------------------- | ----- | ------- | ------- | ------- |
| Nombre de personnes: | 1230  | 1277    | 1217    | 1232    |
| Différence:          |       | +3,82 % | -4,69 % | +1,23 % |

| Année:               | 2023. | 2024.   |
| -------------------- | ----- | ------- |
| Nombre de personnes: | 1241  | 1232    |
| Différence:          |       | -0,72 % |

## Personnalités
- Jozef Tomko (1924-2022), cardinal slovaque de la Curie romaine